# Širinec
Širinec is een plaats in de gemeente Križ in de Kroatische provincie Zagreb. De plaats telt 263 inwoners (2001).